# Margarita Murillo
Margarita Murillo  (1958-27 de agosto de 2014) fue una activista de los derechos humanos hondureña. Era una defensora del medio ambiente y un ícono de la defensa campesina por sus tierras.
Murió asesinada a traición, por la espalda, por sicarios al servicio de quienes la adversaban en sus luchas a favor de campesinos y pobladores, mientras trabajaba, como siempre lo hizo, su parcela de campesina. 
Su asesinato continúa en la más absoluta impunidad.     

## Trayectoria
Murillo era madre de Kenia Murillo, Franklin Octavio, Samuel David Flores y Margarita Montserrat.
Fue catequista en la comunidad eclesial de base.
Murillo estaba afiliada a la Unión de Trabajadores del Campo (UNC). Su vida estuvo dedicada a la lucha por el acceso a la tierra de las mujeres campesinas hondureñas. En la tradición lenca, en los ríos residen los espíritus femeninos y las mujeres son sus principales guardianas, por eso Murilllo fue una de las líderes del movimiento contra el otorgamiento de los ríos a empresas privadas y la construcción de plantas hidroeléctricas, por su impacto ambiental y cultural en tierras históricamente habitadas por indígenas.
Fue una de las fundadoras de la Central Nacional de trabajadores del Campo (CNTC) en los '80. 
Durante la década de los '80, mientras militaba en el movimiento insurreccional Lorenzo Zelaya, Murillo fue secuestrada y torturada por motivos políticos por los escuadrones de la muerte de Gustavo Álvarez Martínez, cuando se mantenía la Doctrina de la seguridad nacional.
Este hecho la llevó a exiliarse.   
Sostenía la defensa de la soberanía nacional. Murillo fue una de las fundadoras y coordinadora del Frente Nacional de Resistencia Popular (FNRP) después del golpe de Estado de 2009. Murillo lideró la toma del parque central de San Pedro Sula.
En 2013, fue candidata a Diputada del Congreso Nacional, por Cortés,  en las elecciones internas del Partido LIBRE (Libertad y Refundación) coordinado por el expresidente Manuel Zelaya.
En 2014, había vuelto al campo después de presentarse en las campañas electorales. Padecía de diabetes.
Fue asesinada, de un disparo en la frente luego de defenderse, por un sicario mientras estaba trabajando la tierra en la Costa Norte de Honduras, en el Planón, Villaneuva, Cortés. Murillo estaba legalizando la propiedad de su parcela en El Venado.
La fiscal a cargo de la investigación de su muerte, Marlene Banegas, coordinadora de la Fiscalía de Delitos contra la Vida, y la fiscal Patricia Eufrahio, fueron también asesinadas el 10 de octubre de 2014, mientras investigaban su asesinato.
Los sospechosos de ambos crímenes también fueron asesinados.
David Edgardo Ordóñez, supuesto sicario, fue asesinado asfixiado mientras estaba detenido en la policía.
La Comisión Interamericana de Derechos Humanos (CIDH), instó al Estado hondureño, el 17 de septiembre de 2014, a realizar una investigación con debida diligencia sobre su asesinato, pero al día de hoy su caso permanece impune.
Sus restos mortales reposan en el cementerio de la aldea El Marañón en Villanueva.